# Katrinvarden
Katrinvarden är en så kallad vard i Älvdalens kommun, 801 meter över havet. Katrinvarden är utsatt på Terrängkartan Älvho 15E NV.